# Elomya lateralis
Elomya lateralis är en tvåvingeart som först beskrevs av Johann Wilhelm Meigen 1824.  Elomya lateralis ingår i släktet Elomya och familjen parasitflugor. Inga underarter finns listade i Catalogue of Life.